# Irantzu Varela
Irantzu Varela Urrestizala (Portugalete, Vizcaya, 1974) es una periodista y militante feminista española. Es coordinadora de Faktoria Lila, además de una de sus fundadoras. También es creadora y presentadora de El tornillo, el microespacio feminista de La tuerka primero y de En la frontera después, en Público TV.
Asimismo, colabora con diferentes medios de comunicación, como por ejemplo el periódico digital Pikara Magazine en la sección Aló Irantzu. A lo largo de su carrera ha sido conocida también por realizar intervenciones públicas en las que cuestiona y critica abiertamente iniciativas personales orientadas a la pérdida de peso por motivos de salud, señalando en ocasiones sus implicaciones políticas o ideológicas. Este enfoque ha generado tanto apoyo como controversia en distintos sectores sociales y mediáticos.

## Trayectoria
Pasó su infancia en Basauri y estudió en la Universidad del País Vasco entre 1993 y 1998 donde se licenció en Ciencias de la Comunicación. Cursó estudios de posgrado relacionados con el desarrollo y la cooperación internacional y también con la comunicación y el género. Varela se considera lesbiana.
Interesada por el feminismo y la situación de las mujeres, inició un proceso autodidacta hasta llegar a ser, hoy en día, una reconocida feminista. 
Empezó a trabajar en el ámbito de las ONGD durante nueve años como responsable de Comunicación y coordinadora de Formación de UNA Gestión & Comunicación.
Fue partícipe de la creación de la organización comunitaria Faktoria Lila donde actualmente es coordinadora, formadora y gestora de redes sociales.
Ha impartido numerosos talleres de formación sobre género, igualdad, feminismos, violencia simbólica, crítica del amor romántico, liderazgo y comunicación.
Es conocida a nivel nacional e internacional por los vídeos sobre feminismo que elabora para El Tornillo. Vídeos que se publican en la web de La tuerka, en PúblicoTV y en YouTube y que están caracterizados por la ironía y el sarcasmo. En ellos, en aproximadamente 5 minutos  y con un lenguaje sencillo y cotidiano, trata temas relacionados con las desigualdades de género entre hombres y mujeres.
También ha intervenido como tertuliana en programas de televisión de la cadena ETB 2.
Ha sido candidata de EH Bildu al senado por Vizcaya en las elecciones generales de España de 2015.
En abril de 2022  ha anunciado que esta creando, juntamente con la periodista Andrea Momoitio, el proyecto "La Sinsorga". Se trata de un centro cultural feminista que se inauguará a finales de este mismo año en el casco antiguo de Bilbao y que contará con 4 plantas, entre las cuales habrá un espacio de coworking, un restaurante, una tienda de merchandising feminista y un espacio polivalente.

## Obra

### Artículos de prensa
Irantzu Varela escribe, en prensa, acerca de la lucha feminista y la crítica al machismo.

### Cinematografía
Fue directora del documental Él nunca me pegó, el cual trata sobre la violencia psicológica ejercida en una relación de pareja. En media hora cuenta la historia de tres mujeres que sufrieron violencia psicológica por parte de sus parejas heterosexuales.
Este documental suele usarse en talleres de formación feminista, que la propia directora imparte. Su objetivo es evidenciar que la violencia contra las mujeres no es sólo física, sino que es la forma extrema que adopta todo un entramado de violencia simbólica y psicológica, el cual es un elemento clave de la estructura de dominación hombre-mujer.

## Premios y reconocimientos
- 2022 Reconocimiento Arcoíris del Ministerio de Igualdad y la Dirección General de Diversidad Sexual y Derechos LGTBI, por su visibilidad lésbica en el mundo de la comunicación y por su férrea defensa de los derechos de las personas trans siempre desde una mirada feminista.[12][13]
- 2022 Premio Hondarribia Berdintasun Hiria de Jaizkibel, por el trabajo que lleva realizando durante años a favor de la igualdad.[14]